# Acanthobothrium brevissime
Acanthobothrium brevissime är en plattmaskart. Acanthobothrium brevissime ingår i släktet Acanthobothrium och familjen Oncobothriidae. Inga underarter finns listade i Catalogue of Life.